# Liste der Biografien/Hasi
Liste der Biografien |
Portal Biografien |
Personensuche
# |
A |
B |
C |
D |
E |
F |
G |
H |
I |
J |
K |
L |
M |
N |
O |
P |
Q |
R |
S |
T |
U |
V |
W |
X |
Y |
Z |
?
 
Ha |
Hd |
He |
Hi |
Hj |
Hk |
Hl |
Hm |
Hn |
Ho |
Hr |
Hs |
Ht |
Hu |
Hv |
Hw |
Hy
 
Haa |
Hab |
Hac |
Had |
Hae–Haf |
Hag |
Hah |
Hai |
Haj |
Hak |
Hal |
Ham |
Han |
Hao |
Hap |
Haq |
Har |
Has |
Hat |
Hau |
Hav |
Haw |
Hax |
Hay |
Haz
 
Hasa |
Hasb |
Hasc |
Hasd |
Hase |
Hasf |
Hasg |
Hash |
Hasi |
Hasj |
Hask |
Hasl |
Hasm |
Hasn |
Haso |
Hasp |
Hasq |
Hass |
Hast |
Hasu |
Hasv |
Hasw |
Hasz
Die Liste der Biografien führt alle Personen auf, die in der deutschsprachigen Wikipedia einen Artikel haben. Dieses ist eine Teilliste mit 15 Einträgen von Personen, deren Namen mit den Buchstaben „Hasi“ beginnt.

## Hasi
- Hasi, Besnik (* 1971), albanischer Fußballspieler und -trainer

### Hasib
- Hasiba, Franz (* 1932), österreichischer Agraringenieur und Politiker (ÖVP)

### Hasih
- Hasiholan, Atiqah (* 1982), indonesische Schauspielerin

### Hasil
- Hasil, Franz (* 1944), österreichischer Fußballspieler
- Hasilla, Tomáš (* 1990), slowakischer Biathlet
- Hasillová, Zuzana (* 1982), slowakische Biathletin

### Hasim
- Haşımbəyov, Əliyar bəy (1856–1920), russischer Generalleutnant und Staatsmann der Demokratischen Republik Aserbaidschan
- Həşimov, Polad (1975–2020), aserbaidschanischer Armeeoffizier, zuletzt Generalmajor
- Həşimov, Vüqar (1986–2014), aserbaidschanischer Schachspieler

### Hasin
- Hasina, Sheikh Wazed (* 1947), bangladeschische Politikerin, ehemalige Ministerpräsidentin von BangladeschHasina Wajed (* 1947)

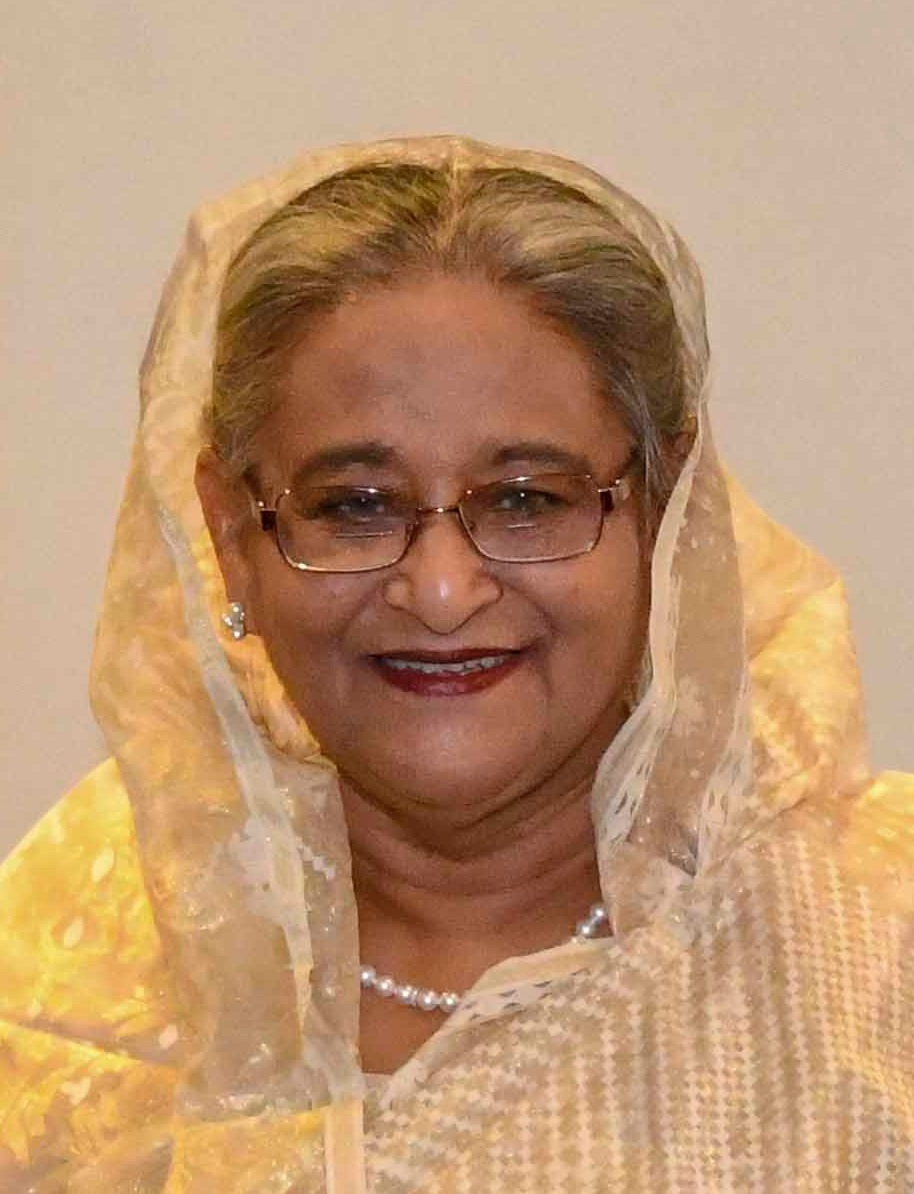
Hasina Wajed (* 1947)

- Hasinger, Albrecht (1935–1994), deutscher Politiker (CDU), MdB
- Hasinger, Günther (* 1954), deutscher Astrophysiker

### Hasio
- Hasior, Władysław (1928–1999), polnischer Bildhauer, Maler, Bühnenbildner

### Hasit
- Hasitschka, Martin (* 1943), österreichischer römisch-katholischer Priester, Theologe und Neutestamentler
- Hasitschka, Werner (* 1953), österreichischer Wirtschaftswissenschaftler